# Rétroviseur
 (octobre 2012).
Si vous disposez d'ouvrages ou d'articles de référence ou si vous connaissez des sites web de qualité traitant du thème abordé ici, merci de compléter l'article en donnant les références utiles à sa vérifiabilité et en les liant à la section « Notes et références ».
Pour les articles homonymes, voir Rétroviseur (homonymie).

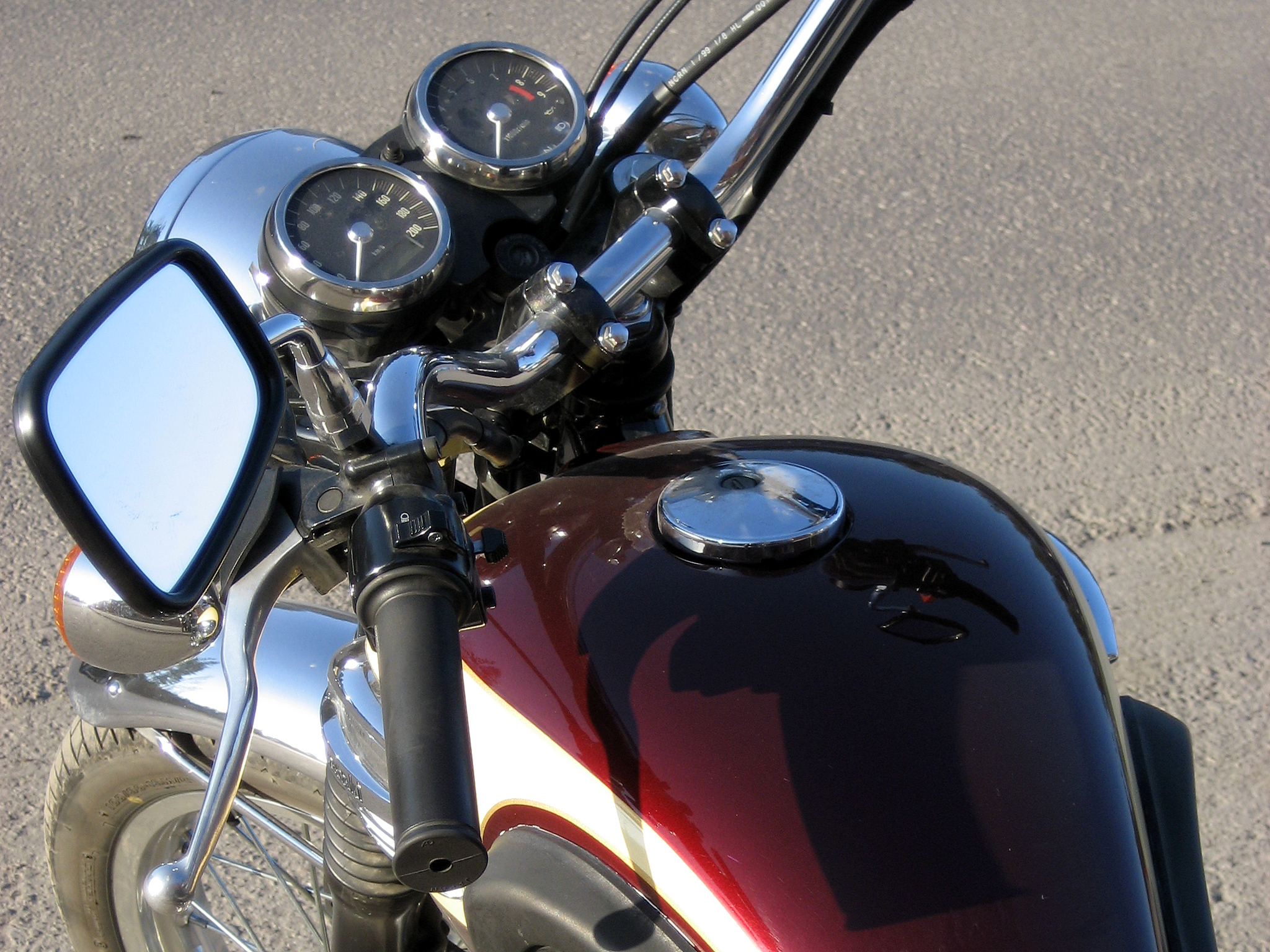
Rétroviseur fixé sur le guidon d'une motocyclette.

Un rétroviseur est un équipement comportant un miroir orientable que l'on trouve aujourd'hui sur presque tous les véhicules motorisés. Ce dispositif permet au conducteur du véhicule d'observer l'environnement qu'il ne peut pas voir en marche normale, c'est-à-dire derrière lui (rétroviseur central) et sur les côtés (rétroviseurs extérieurs).
Le miroir orientable lui renvoie une image inversée (gauche/droite) assimilable rapidement pour les conducteurs.
Se pose, pour les systèmes à base de vidéo, la question de savoir s'il faudra conserver l'inversion gauche/droite de l'image pour respecter les habitudes culturelles des conducteurs et ne pas les dérouter.

## Histoire

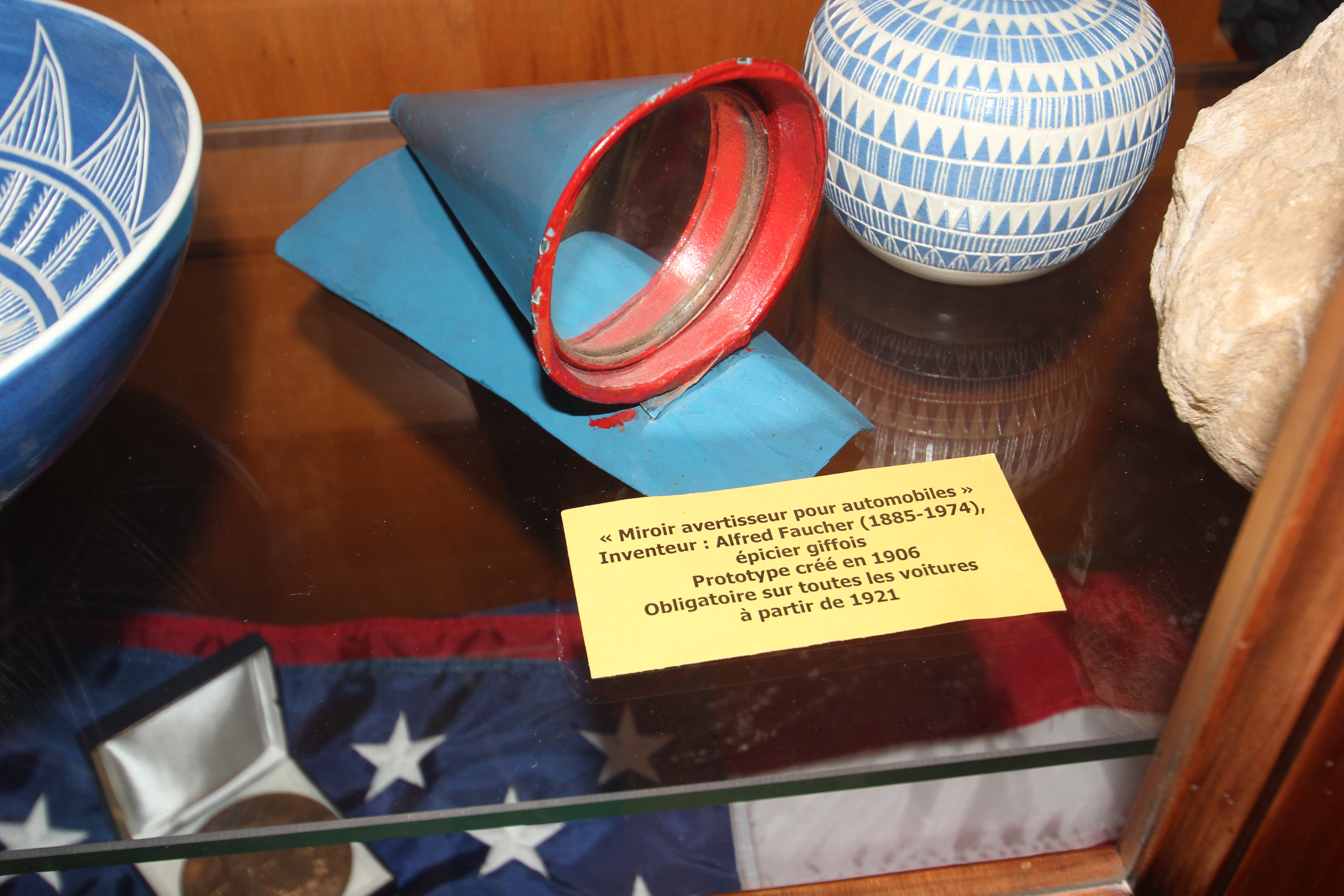
Prototype de rétroviseur d'Alfred Faucher.

En 1897, Mademoiselle Davy de Cusse a déposé un brevet pour concevoir un miroir orienté vers l'arrière des véhicules (à l'époque, des vélocipèdes), offrant ainsi une assistance précieuse aux conducteurs en améliorant leur rétrovision. Cette innovation marquante a depuis contribué de manière significative à la sécurité routière en permettant aux conducteurs de mieux appréhender leur environnement et de réduire les angles morts,,. Le Français Alfred Faucher en présente un prototype dès 1906, avant que son compatriote Henri Cain ne dépose un brevet pour un « miroir avertisseur pour automobile », publié l'année suivante. Le modèle est présenté au salon de l'automobile[source insuffisante].
En 1911, le rétroviseur fait son apparition dans la course automobile, en équipant la Marmon du pilote Ray Harroun lors des 500 miles d'Indianapolis, qu'il remporte. Ce n'est pourtant qu'en 1921 que le système sera breveté aux États-Unis, par l'inventeur Elmer Berger (en).
En 1928, Peugeot commercialise un véhicule grand luxe de 9 chevaux équipé d'un rétroviseur intérieur
La convention de Genève de 1949 prévoit : « Toute automobile doit être munie au moins d'un miroir rétroviseur de dimensions suffisantes, disposé de façon à permettre au conducteur de surveiller de son siège la route vers l'arrière du véhicule. Toutefois, cette disposition n'est pas obligatoire pour les motocycles avec ou sans side-car ».
Le 1er mars 1971, dans la communauté économique européenne, la directive 71/127/CEE est créée pour harmoniser les législations nationales.
Cette directive 71/127/CEE du Conseil, prévoit un rétroviseur du côté gauche:

« Tout véhicule doit être pourvu d'un rétroviseur intérieur et d'un rétroviseur extérieur qui est monté du côté gauche du véhicule.
Si les conditions fixées au point 3.5 relatives au champ de vision du rétroviseur intérieur ne sont pas remplies, un rétroviseur extérieur monté du côté droit du véhicule est exigé. Dans ce cas, et si le rétroviseur intérieur n'assure aucune visibilité vers l'arrière, la présence de ce dernier n'est pas prescrite. »

— directive 71/127/CEE du Conseil
Le 10 novembre 2003, dans l'Union européenne, le rétroviseur extérieur côté conducteur et le rétroviseur extérieur côté passager doivent permettre de voir sur 1 mètre de largeur à 4 mètres en arrière selon la directive 2003/97/CE.
Le 26 janvier 2006, dans l'Union européenne, la directive 2003/97/CE est en vigueur pour les nouveaux types de véhicule.
Le 26 janvier 2007, dans l'Union européenne, la vente, l'immatriculation ou la mise en circulation des véhicules de catégories autres que M1 et N1 doivent respecter la directive 2003/97/CE.
Le 26 janvier 2010, dans l'Union européenne, la vente, l'immatriculation ou la mise en circulation des véhicules des catégories M1 et N1 doivent respecter la directive 2003/97/CE.
La directive prévoit également que l'Union européenne propose à la CEE-ONU d'aligner le règlement 46 de la CEENU sur cette directive.
En 2014, le concept de rétroviseur est généralisé à la notion de système de vision indirecte qui peut être fourni par un rétroviseur ou par un système de caméra. Cette modification apparaît notamment dans la modification du 9 octobre 2014 du règlement 46 de la Commission économique pour l’Europe des Nations unies ainsi que le Décret n° 2016-448 du 13 avril 2016.

## Technique
De manière générale, les rétroviseurs intérieurs sont plans, et les rétroviseurs extérieurs sont légèrement convexes en extrémité extérieure pour réduire l'angle mort latéral.
Le rétroviseur est une alternative à la vision directe.

### Emplacements
Automobile

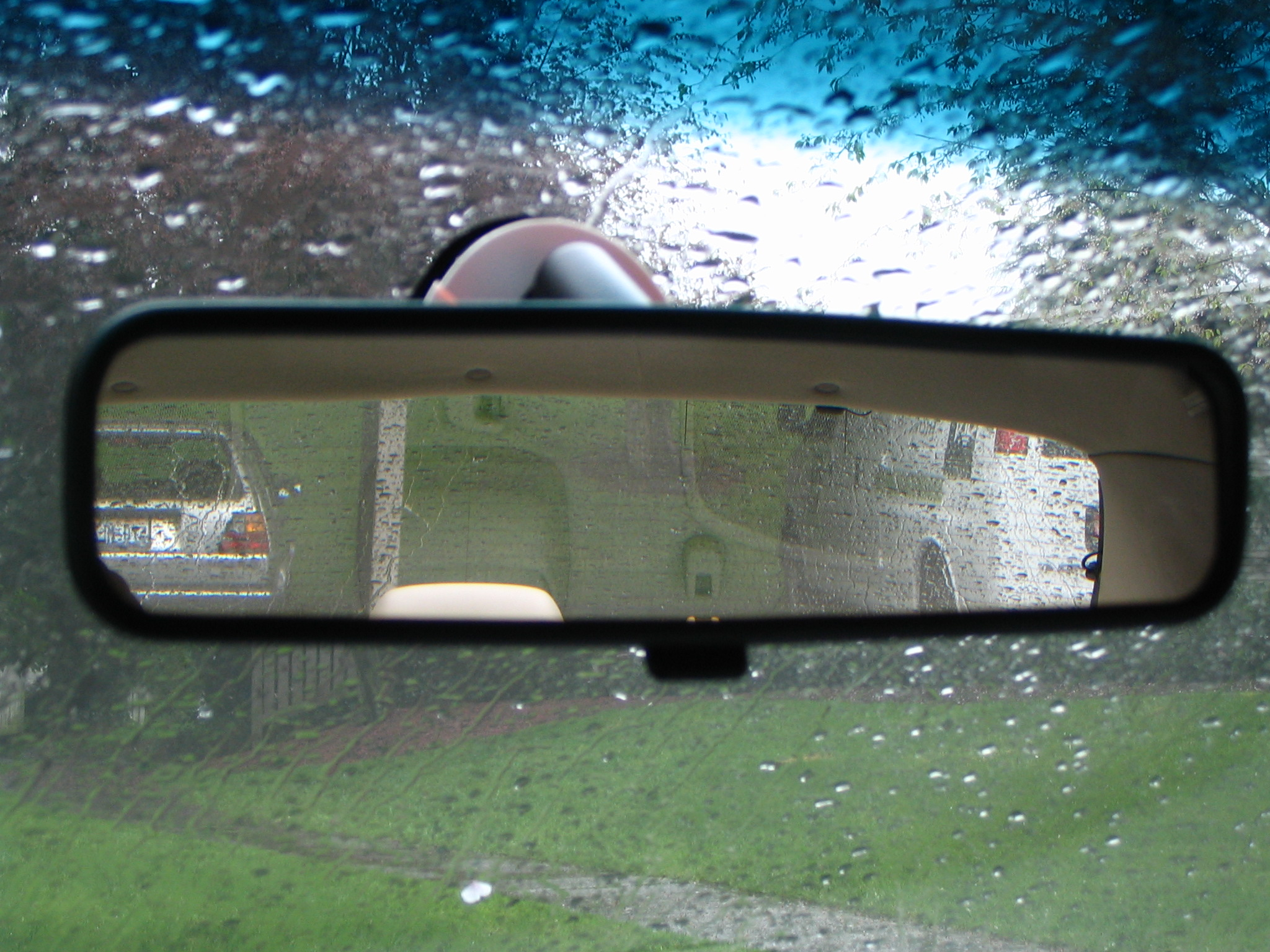
Rétroviseur intérieur.

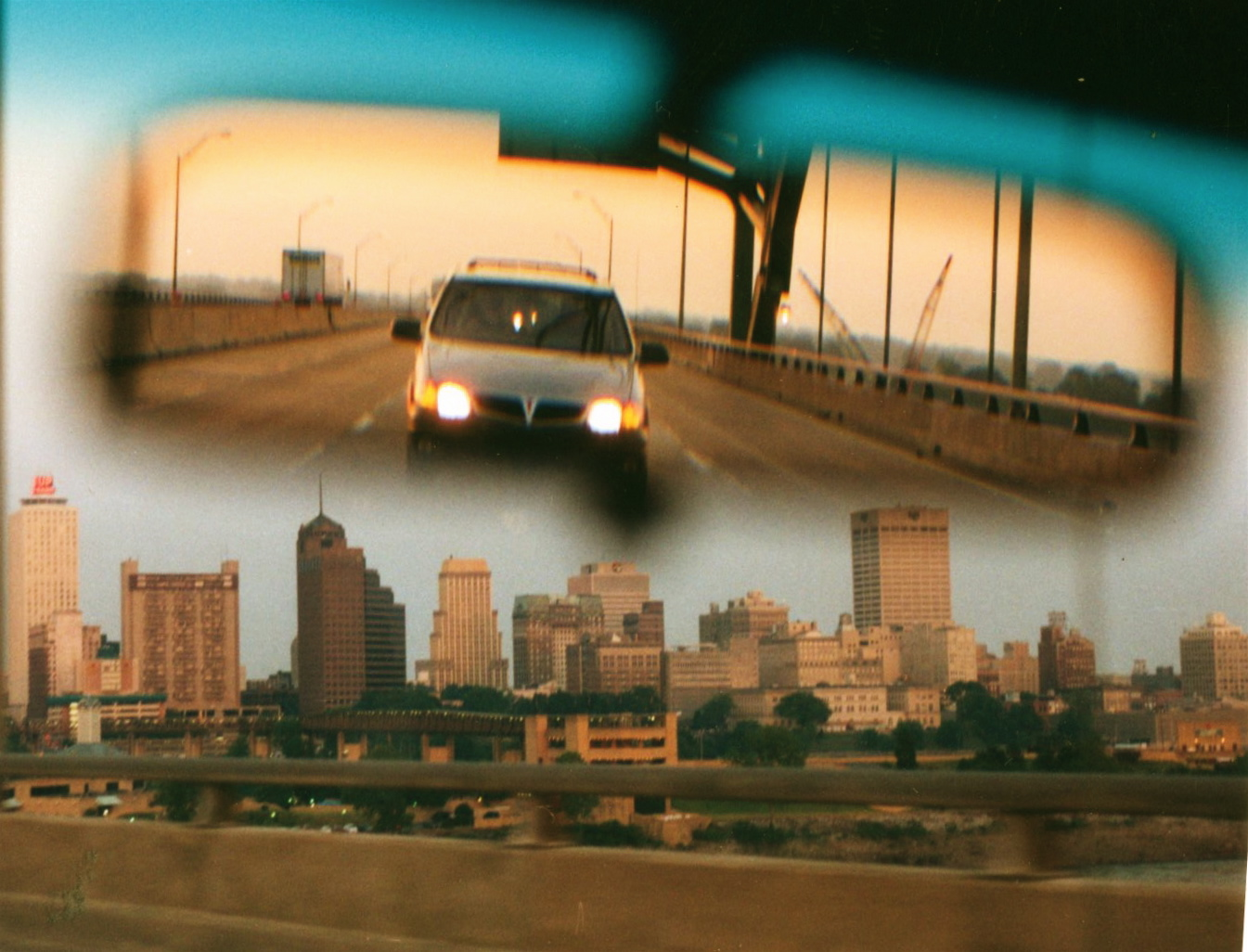
Rétroviseur intérieur en situation de conduite.

- Rétroviseur intérieur (ou central) : se développe dans les années 1930. Auparavant, le conducteur se souciait peu de ce qui se passait derrière lui.[réf. nécessaire] Le rétroviseur intérieur (ou central) peut disposer d'une position jour et d'une position nuit, atténuée pour éviter l'éblouissement des phares des véhicules le suivant. Il existe, sur certaines voitures, une position nuit par système à atténuation chimique et électrolytique dit « système autochrome » ou « électrochrome ».
- Rétroviseur extérieur côté conducteur : il n'est rendu obligatoire en France, par décret, que depuis le 1er juillet 1972, et ceci pour tous les véhicules motorisés à quatre roues. Il est précisé qu'il doit être réglable depuis le siège du conducteur.
- Rétroviseur extérieur côté passager : bien que monté systématiquement aujourd'hui par tous les constructeurs, il n'est obligatoire en France depuis 1969[13] que pour « les voitures particulières ayant les carrosseries commerciales et break » et « lorsque le type de construction du véhicule est tel que le rétroviseur intérieur ne peut remplir son office ». En pratique, on peut considérer que cela s'applique à tous les véhicules à hayon (ou « bicorps ») qu'il est possible de charger jusqu'au toit, rendant inefficace le rétroviseur intérieur.

Deux-roues
Sur les deux-roues, le ou les rétroviseurs sont le plus souvent fixés sur le guidon mais parfois aussi sur la partie haute du carénage aérodynamique lorsque les motocyclettes en disposent.

### Principe du rétroviseur jour/nuit
Comme pour un miroir classique, le miroir jour/nuit est fait d'une plaque de verre dont la face arrière est rendue réfléchissante par application de tain, mais contrairement au premier, les deux faces de la plaque de verre ne sont pas parallèles, mais une forme de prisme. Sa section est triangulaire.
En position jourla face arrière fait face au regard du conducteur et réfléchit l'image de la route en arrière du véhicule. La face avant est pratiquement transparente.
En position nuitle miroir est penché afin que sa face avant soit face au regard du conducteur. La lumière des phares des véhicules suiveurs est alors pour une petite partie réfléchie vers le conducteur par la face avant qui, bien que sans tain, est partiellement réfléchissante. La lumière est pour une grande partie transmise vers la face arrière du miroir qui la réfléchit hors du champ de vision du conducteur. Le conducteur voit dans son rétroviseur l'image de la route arrière mais cette image a une intensité lumineuse atténuée.

### Évolutions
Les rétroviseurs sont généralement équipés d'un miroir plan, mais il existe également des rétroviseurs panoramiques, équipés d'un miroir convexe, qui offre une vision plus large. Dans ce cas, la perception des distances est altérée.

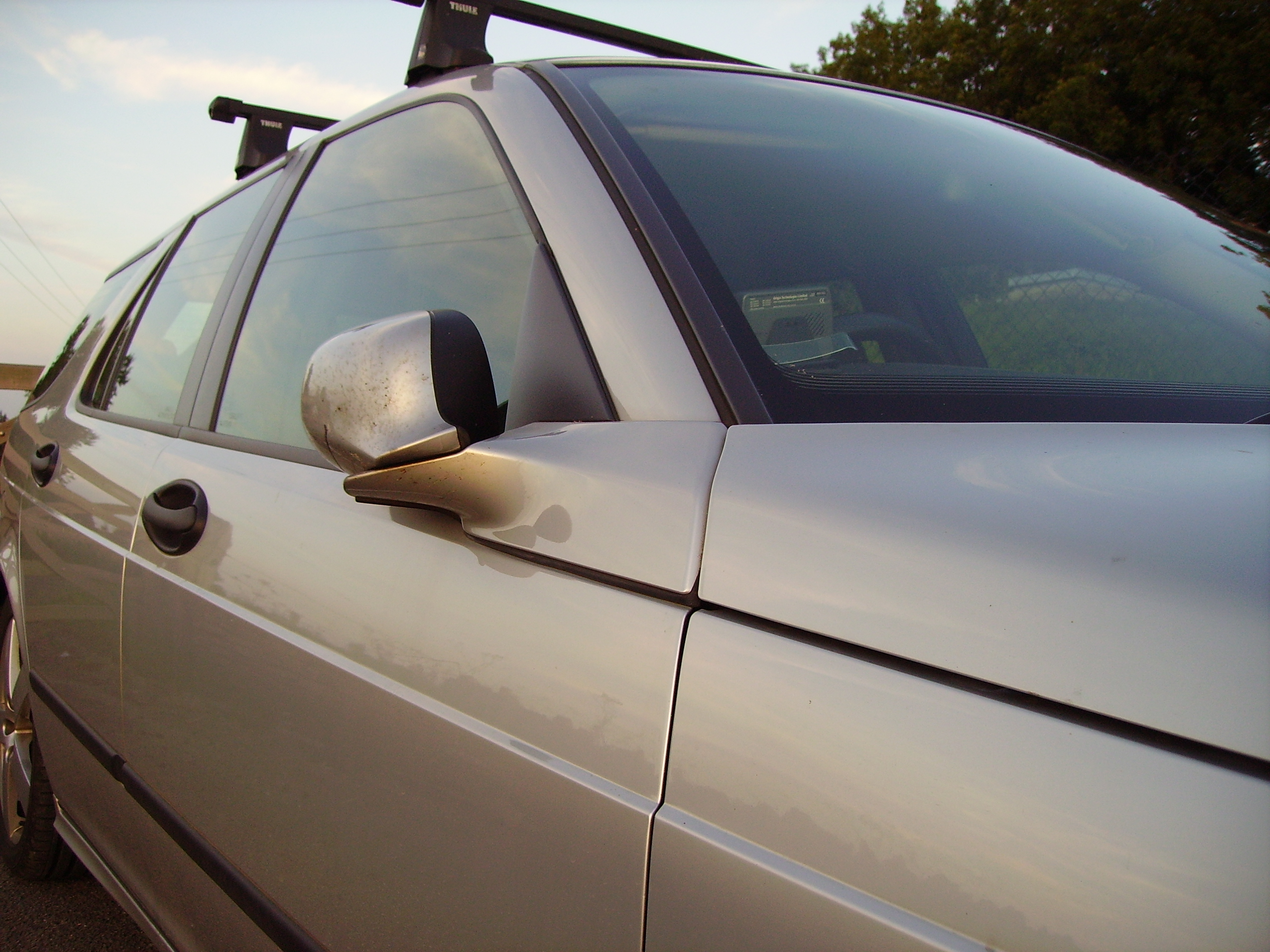
Rétroviseur de Saab 9-5 rabattu.

Les coquilles des rétroviseurs extérieurs comportent parfois des répétiteurs de clignotants, facteurs supplémentaires de sécurité. Dans les automobiles, les rétroviseurs sont souvent rabattables, pour les protéger quand le véhicule est stationné.
Les rétroviseurs sont souvent équipés de petits moteurs électriques qui permettent au conducteur de régler leurs miroirs et contrôler leur ouverture depuis leur siège. On trouve également, de plus en plus, des rétroviseurs extérieurs munis d'un dispositif électrique de dégivrage, utile lorsque la voiture est stationnée à l'extérieur par temps de gel.
Un indicateur d'angle mort est possible sur des rétroviseurs extérieurs par le truchement d'un capteur de position (capteur identique à ceux du radar de recul mais en position latérale). Si ce système est le plus souvent proposé par les constructeurs d'automobiles  en première monte, des systèmes peuvent aussi être proposés en équipement complémentaire.

## Législation et réglementation

### Union européenne
Dans l'Union européenne, le rétroviseur extérieur côté conducteur et le rétroviseur extérieur côté passager doivent permettre de voir sur 1 mètre de largeur à 4 mètres en arrière selon la directive 2003/97/CE du 10 novembre 2003. Cette directive entre en vigueur :
- au 26 janvier 2006 pour les nouveaux types de véhicule ;
- au 26 janvier 2010 pour la vente, l'immatriculation ou la mise en circulation des véhicules des catégories M1 et N1 ;
- au 26 janvier 2007 pour la vente, l'immatriculation ou la mise en circulation des véhicules des autres catégorie[9].

La directive prévoit également que l'Union européenne propose à la CEE-ONU d'aligner le règlement 46 de la CEENU sur cette directive.
La directive 2003/97/CE du 10 novembre 2003 abroge la directive 71/127/CEE du 1er mars 1971.

### France
Depuis un décret émis le 20 novembre 1969, la France impose la présence d'un rétroviseur du côté gauche, et d'un rétroviseur de chaque côté lorsque la visibilité au travers du rétroviseur intérieur n'est pas entièrement assurée vers l'arrière. Les nouveaux moyens de mobilité apparus dans les années 2000, telles que les trottinettes électriques, en sont exempts. Début 2016, toutes les conventions internationales et les codes de la route de tous les pays appliquent une législation similaire.

### Rétroviseurs électroniques
L'arrivée de systèmes mêlant radars et écrans intérieurs conduit progressivement les gouvernements à assouplir leur législation. Suivant les recommandations du forum international pour l'harmonisation des réglementations des véhicules (WP29), le Japon autorise dès 2016 le remplacement des rétroviseurs par un système électronique adapté. L'Europe lui emboîte le pas début 2018.

### Réglementation
Les deux roues peuvent — selon le pays — être concernés par le règlement CEE-ONU 81.
L'Union européenne applique le règlement 46 de la Commission économique pour l’Europe des Nations unies (CEE-ONU) pour les systèmes de vision indirecte et des véhicules à moteur.

## Galerie

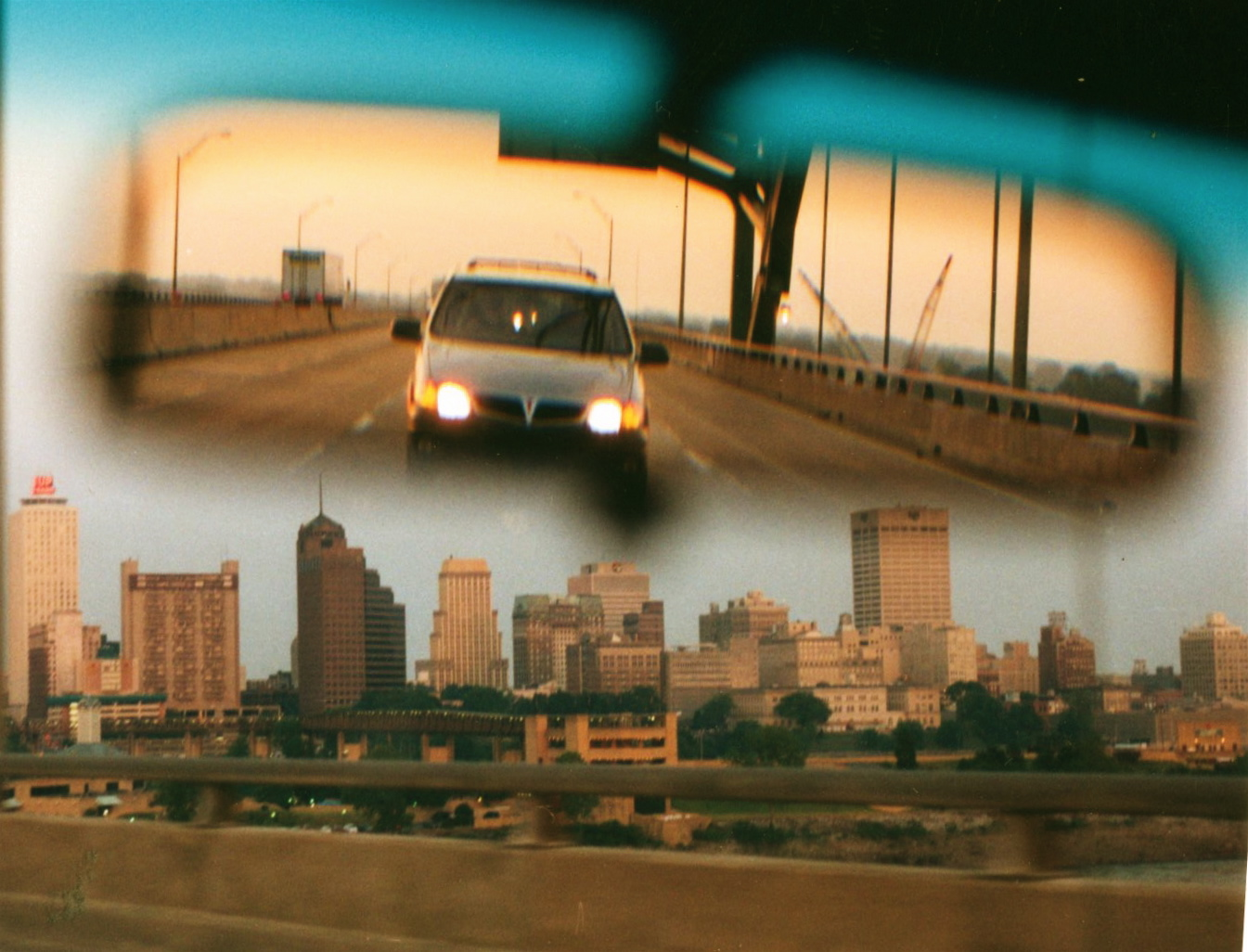
Un rétroviseur intérieur.
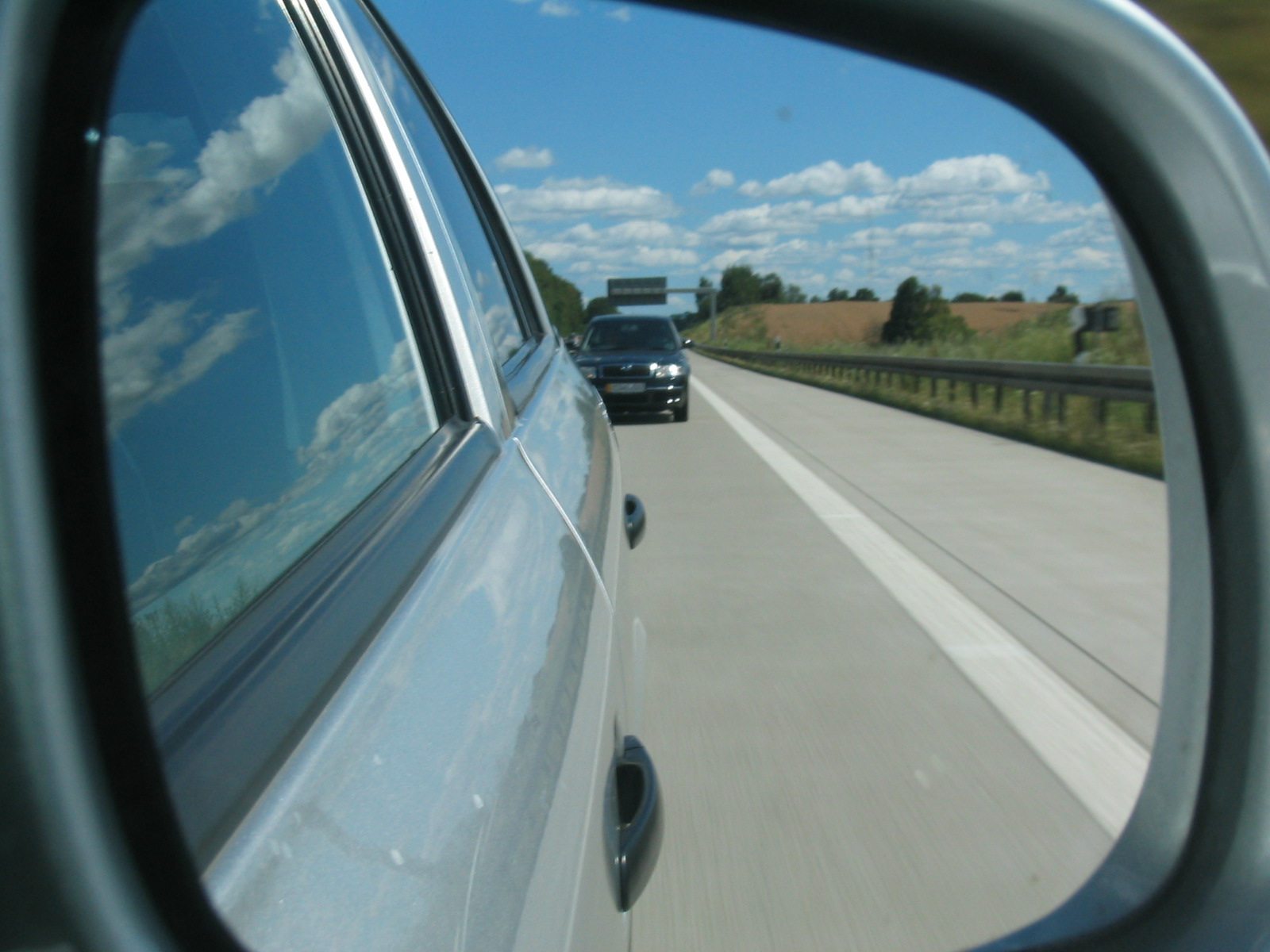
Un rétroviseur extérieur droit.
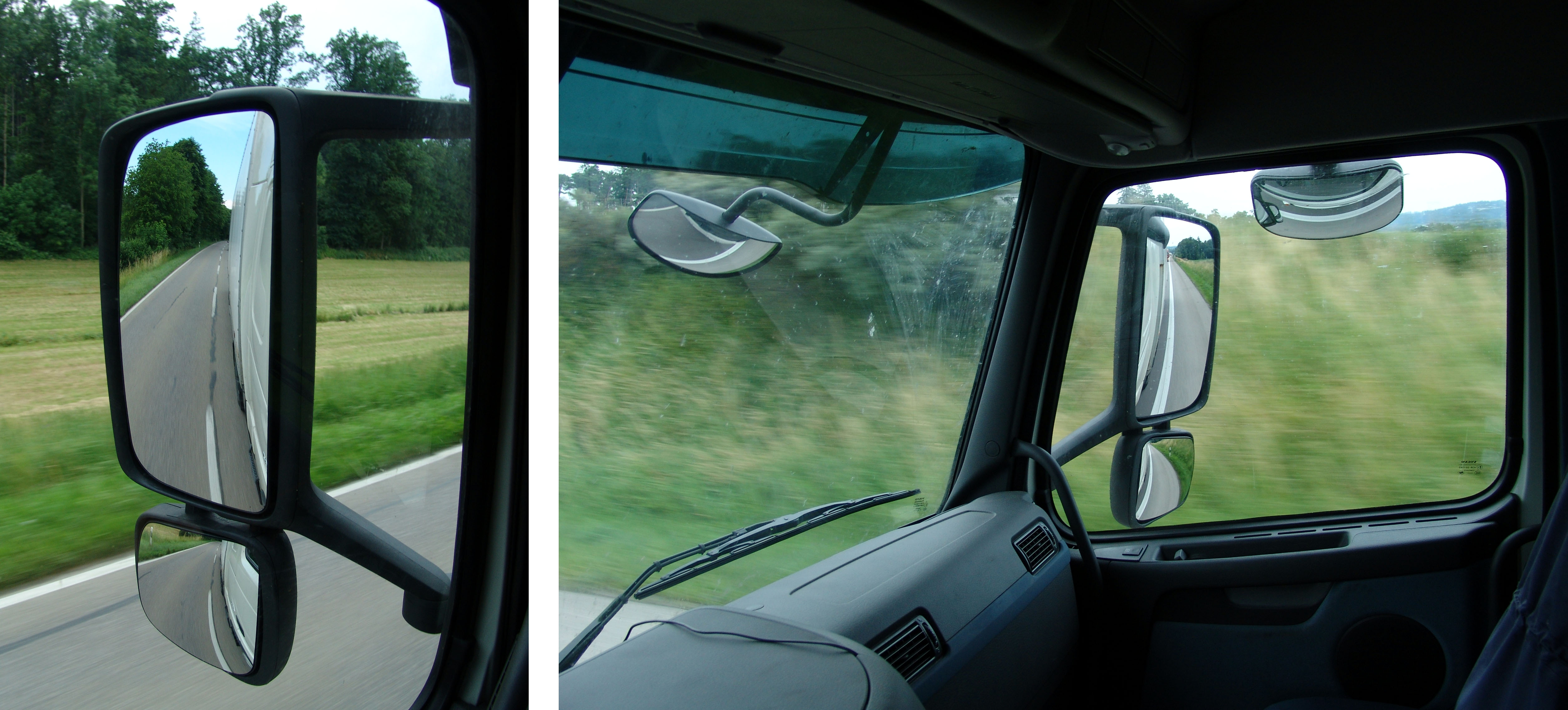
La vision d'un conducteur de camion (Volvo FH).
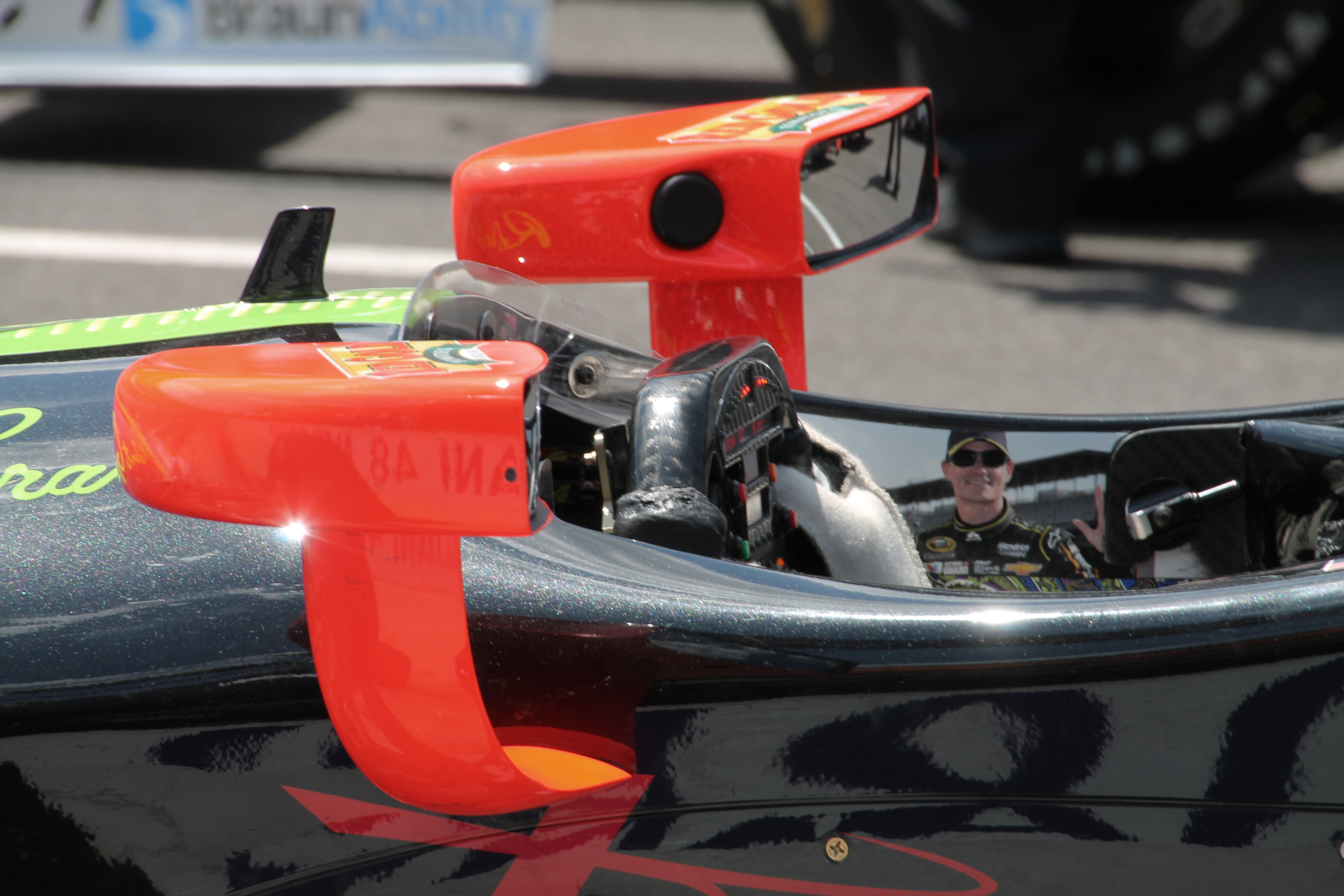
Les rétroviseurs d'une monoplace de compétition.
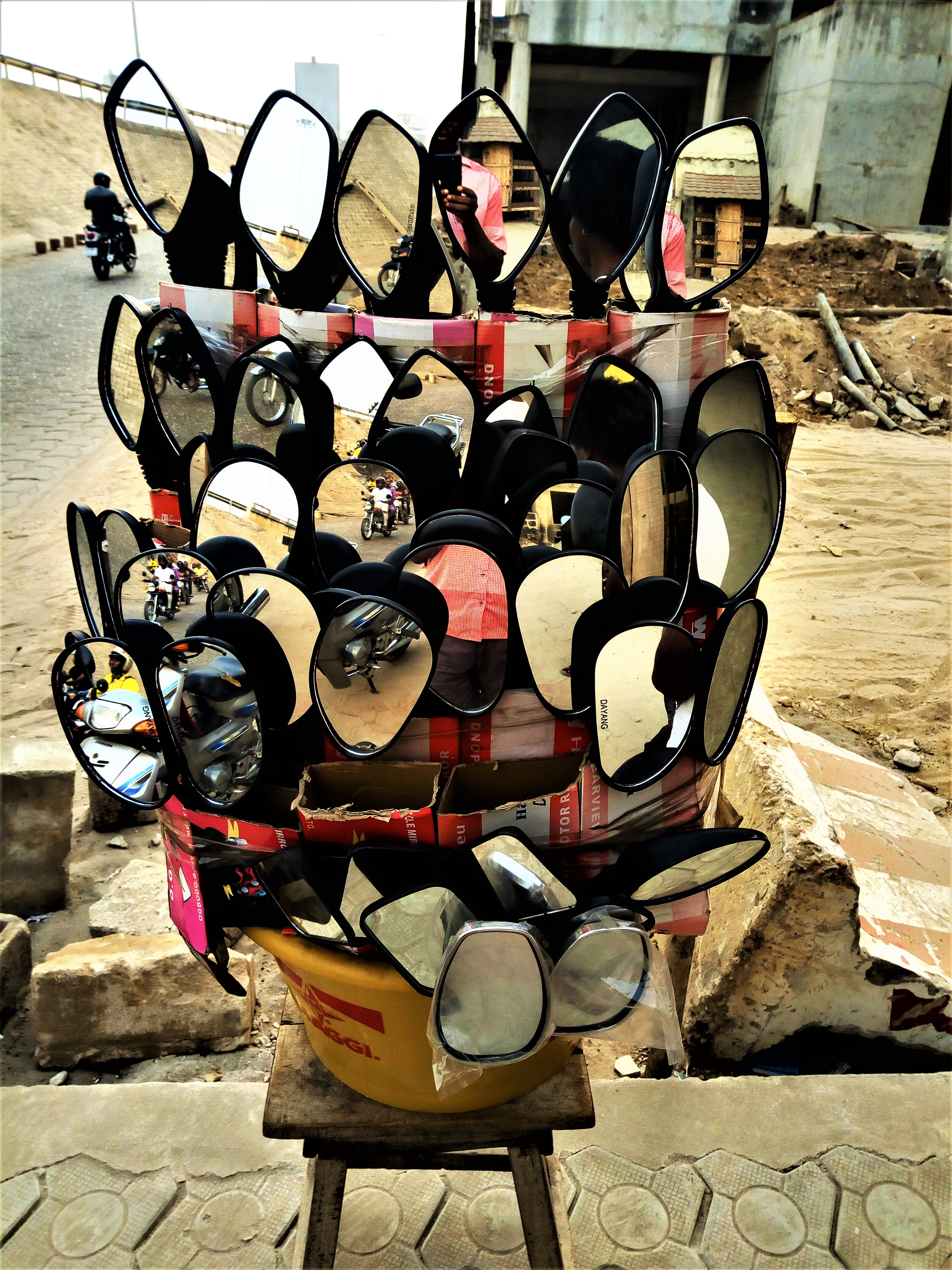
Rétroviseurs de moto en vente au Bénin.
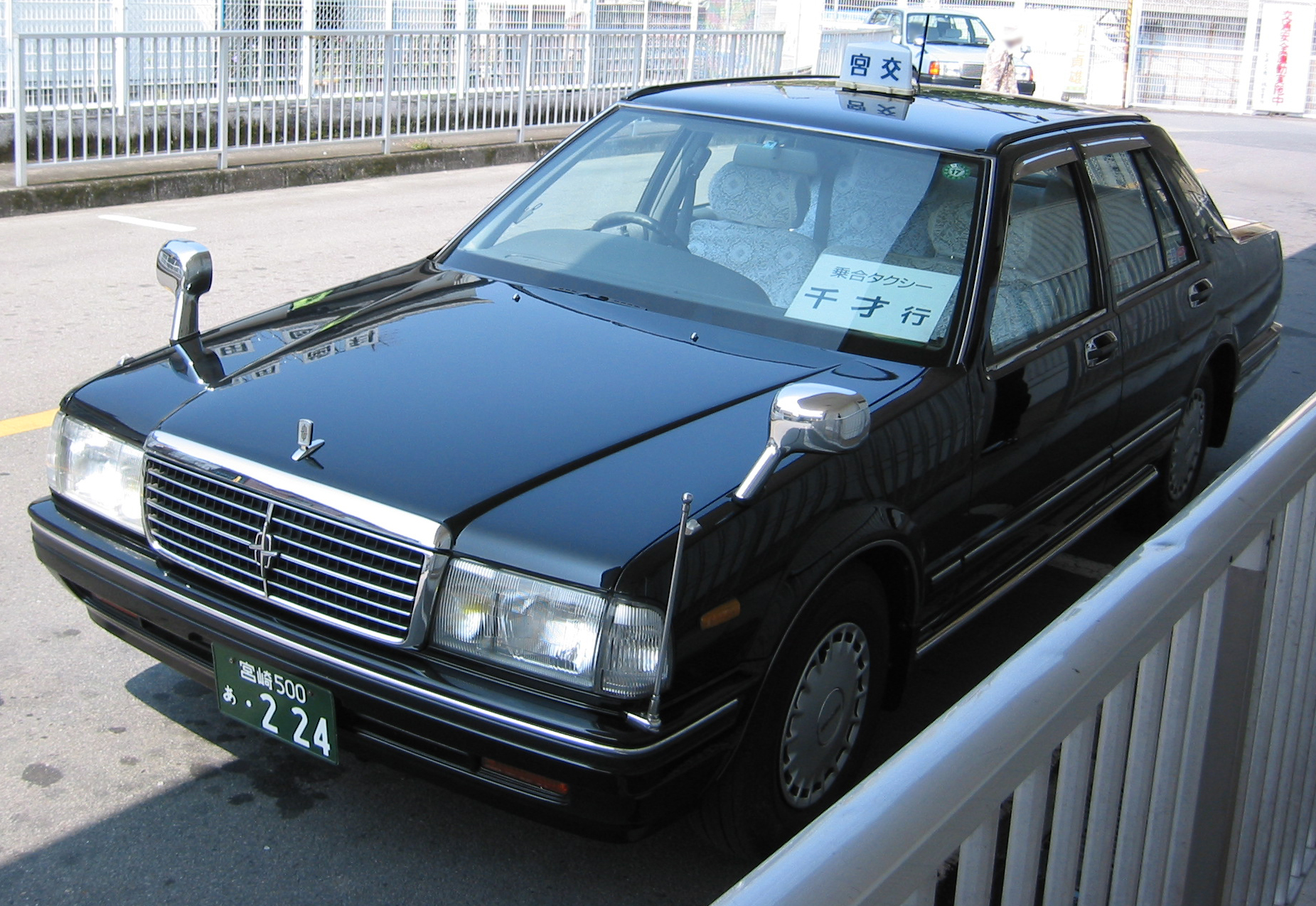
Taxi japonais avec rétroviseurs situés sur l'avant du capot.